# Il cappello da prete
Il cappello da prete è un film del 1944 diretto da Ferdinando Maria Poggioli, al suo ultimo film.
Il soggetto è tratto dal romanzo Il cappello del prete di Emilio De Marchi, e fu sceneggiato da Sergio Amidei e Giacomo Debenedetti.

## Trama
Napoli, 1888. Il barone di Santafusca, discendente da una nobile famiglia, conduce una vita dissipata. Per pagare i debiti è costretto a vendere la sua casa; tenta di rubare in casa di un prete molto ricco e, sorpreso durante il furto, uccide il sacerdote spretato che aveva accumulato grosse somme esercitando lo strozzinaggio, poi si libera del corpo gettandolo in un pozzo abbandonato. Può così continuare la sua vita di bagordi e di lusso, fino a che il rimorso per il delitto commesso non innesca in lui un processo di autodistruzione: gli incubi del barone, tormentato ed inseguito dall'unica prova rimasta dell'assassinio, quel cappello da prete che, quasi animato di vita propria, lo trascina in una serie rocambolesca ed allucinata di peripezie fin sull'orlo della pazzia e della galera.

## Produzione
Prodotto da Sandro Ghenzi della Universalcine in associazione con la Cines, il film fu girato a Cinecittà nell'estate del 1943 (fu una delle ultime pellicole ad essere ultimate negli stabilimenti romani, prima che venissero abbandonati a causa dei contingenti eventi bellici).
Ebbe il visto censura n. 1 del 4 ottobre 1944.
Il suo titolo provvisorio durante la lavorazione era Castigo.

## Distribuzione
Il film venne distribuito nel circuito cinematografico italiano il 10 novembre del 1944.

## Accoglienza
Come per quasi tutti i film italiani degli anni trenta e della prima metà dei quaranta, anche per Il cappello da prete non sono disponibili dati ufficiali sugli introiti economici della pellicola, anche se diverse fonti indicano che il film ebbe scarso successo, probabilmente penalizzato anche dal difficile periodo in cui uscì nelle sale.

## La critica
- "La parte descrittiva del racconto è composta con grazia, si può dire che il film abbia il pregio di una perfetta cornice, ma i personaggi e soprattutto il carattere del protagonista assassino sono guardati con un tono da dramma giallo. L'atmosfera ottocentesca meridionale è risuscitata con una cura da collezionista. L'intreccio s'avvolge stretto e freddo attorno alla personalità del barone gaudente, il quale uccide per sete di denaro e di piaceri, senza che il suo delitto abbia mai una apparenza o una giustificazione di umana follia o di passionale fatalità. Sì che il finale t'arriva come una schioppettata." (Fabrizio Sarazani, Il Tempo, 24 dicembre 1944)
- "[...] La regia del Poggioli, ad eccezione di taluni indugi su taluni scabrosi particolari, sostanzialmente è robusta, chiara, procede per sintesi, rapide pennellate, rigorose notazioni [...] L'interpretazione di Roldano Lupi è intensa e sincera, contenuto il Pavese, un po' sottolineato l'Almirante." (Mario Meneghini, L'Osservatore Romano, 28 dicembre 1944)
- "Il noto romanzo del De Marchi ha tutto ciò che occorre per fornire un soggetto in regola. Ci sono il fatto, il fattaccio e il fatterello, abbastanza abilmente congegnati; e un certo ambiente, una certa atmosfera. Poggioli sentì forse il pericolo di abbandonarsi, con questi elementi, alle tentazioni del soggettone: forte e incisivo, eccessivo. Ha così ammorbidito nei limiti del possibile parecchi elementi, ora attenuandoli, ora semplificandoli, e il delitto del barone di Santa Fusca, che, dissestato, uccide un prete per impossessarsi del denaro che quello aveva con sé, questo delitto pesa sulla prima parte del film con un suo brivido, reso a tocchi sobrii e sentiti. È dopo, e soprattutto alla fine, quando il barone impazzisce, che la conclusione appare tanto ovvia quanto artificiosa, con toni strappati e, soprattutto, non preparati." (Mario Gromo, La Stampa, 16 novembre 1945).

## Opere correlate
Il romanzo di De Marchi verrà in seguito trasposto anche per la televisione, con lo sceneggiato in tre puntate Il cappello del prete diretto da Sandro Bolchi nel 1970 per la Rai.